# リメンバー (フェーム)
「リメンバー (フェーム)」は、1980年12月5日にリリースされた日本のアイドルグループ、ピンク・レディーの20枚目のシングルである。発売元はビクター音楽産業。

## 概要
タイトルチューン「リメンバー (フェーム)」は、1980年公開のアメリカの大ヒット映画『フェーム』でアイリーン・キャラが歌った同名の主題歌「フェーム」の日本語でのカヴァーである。
B面曲「カトレアのコサージ」は牛乳石鹸 ″シャワラン″ CMソングとして使用された。

## 収録曲
1. リメンバー (フェーム)（4:11）
作詞・作曲：M.Gore-D.Pitchtore / 日本語詞：なかにし礼 / 編曲：梅垣達志
2. カトレアのコサージ（3:18）
作詞：藤公之介 / 作曲・編曲：梅垣達志